# Термокомпас
Термокомпас (от лат. themo — тепло и лат. compassum — измеряю направление) — пилотажный прибор для поиска и указания направления на центр термического потока в парапланеризме.

## Принцип работы

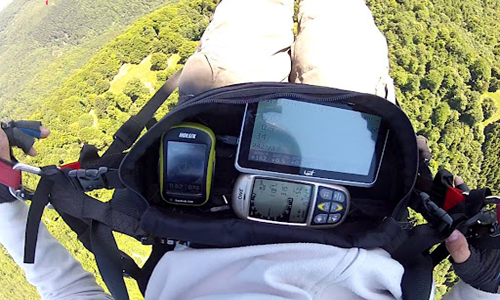
Прибор Термокомпас в полете (крайний слева)

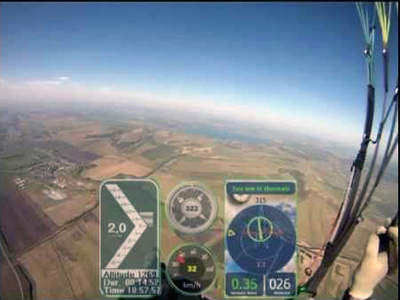
Шкалы приборов для парапланеризма. Слева - направо: Вариометр, Указатель курса, Указатель скорости, Термокомпас

Согласно общепринятому понятию турбулентности, на границе вертикальных потоков теплого и холодного воздуха за счет их взаимного трения, образуются микровихри. При относительно небольшой скорости распространения в горизонтальной плоскости, скорость вращения воздуха внутри микровихрей составляет несколько метров в секунду. Внешне поле микровихрей от вертикального термического потока представляет из себя систему соосных тороидов (Тороидальный вихрь). При пересечении области турбулентности термика, крыло параплана начинает совершать колебательные движения в горизонтальной плоскости, амплитуда и фаза которых определяется как параметрами зоны турбулентного воздуха, так и собственной резонансной частотой. Для измерения амплитуды и фазы маятниковой системы пилот-крыло используется датчик акселерометра. В дальнейшем путём последовательных замеров зоны турбулентности с коротким интервалом времени можно найти максимальный вектор градиента, указывающий на источник (генератор) микровихрей. Как правило, местоположение источника микровихрей и центр термического потока практически совпадают. В случае, когда источников микровихрей несколько, задача нахождения максимального вектора градиента сводится к оптимизации функции корреляции для нескольких возможных решений. Основным считается решение с максимальными параметрами как индекса корреляции, так и значениями амплитуды колебаний. Другими словами, алгоритм выберет направление на устойчивый по частоте и максимальной по амплитуде источник - ближайший к пилоту параплана термический поток.

## Реализация алгоритма

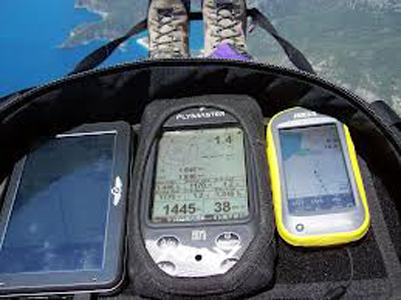
Приборы в полете. Слева - направо: Навигатор с LK8000, Вариометр, Термокомпас

Технология поиска термиков на основе анализа турбулентности воздуха была реализована и испытана на основе GPS HoluX FunTrek130. Этот навигатор имеет достаточную точность как GPS модуля, так и датчиков ускорений (акселерометр), конструктивно входящих в блок магнитного компаса прибора. Тестовые полеты позволили измерить эффективную дальность обнаружения (ЭДО) термических потоков в пределах 300-500 метров. На экране прибора отображается стрелка, указывающая направление на термический поток. Дополнительно отображается уровень турбулентности и вероятность правильности показаний прибора. При превышении пороговых значений вероятности правильности показаний прибор издает звуковой сигнал прерывистого тона для привлечения внимания пилота.

## Дополнительные функции

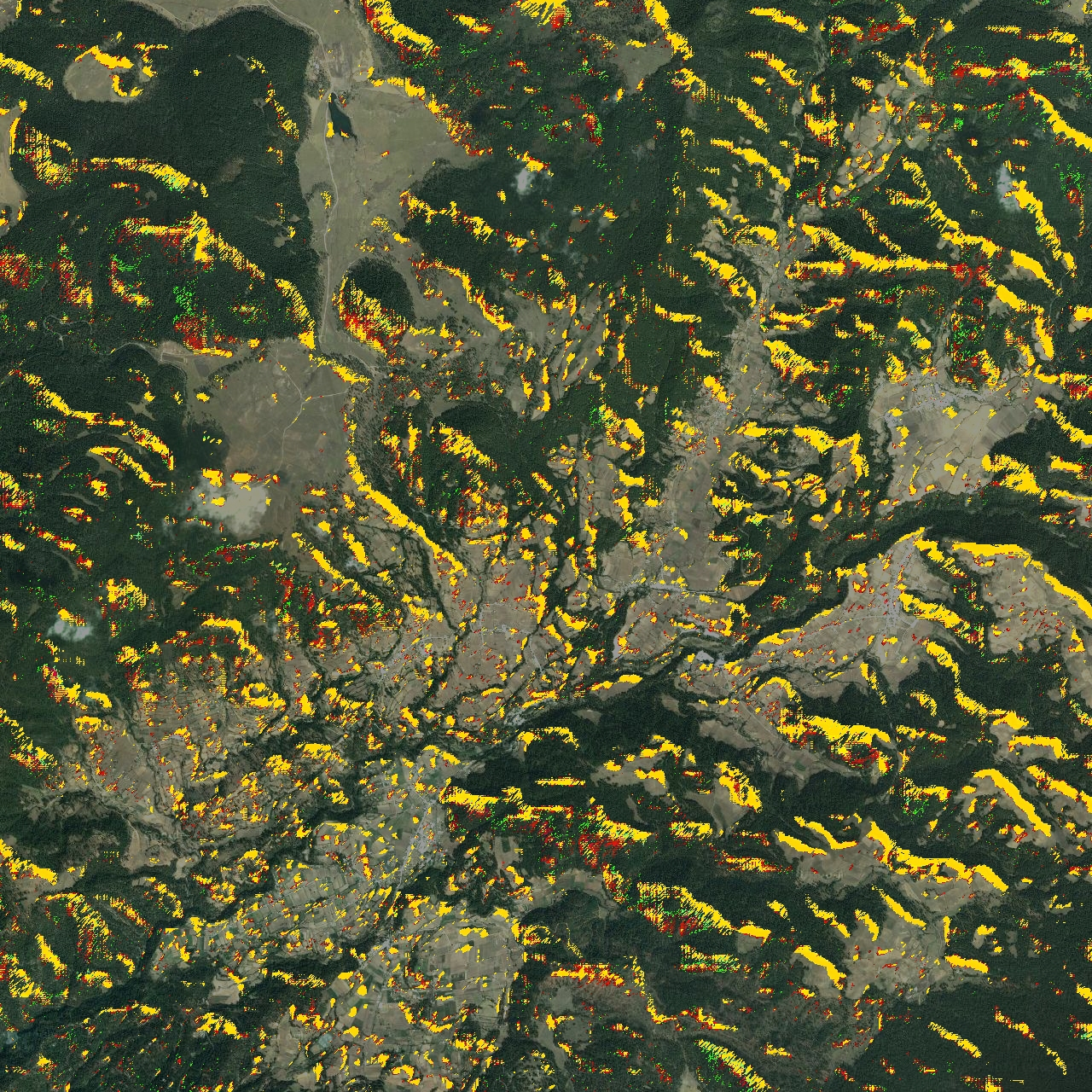
Карта термически активных зон